# Exa-
Exa (símbol E) és un prefix del Sistema Internacional que indica un factor de 1018, o 1.000.000.000.000.000.000.
Adoptat el 1991, prové del grec ἕξ, héx, que significa sis, ja que és igual a 1000⁶.
Per exemple;
1 exàmetre = 1 Em = 1018 metres
1 exagram = 1 Eg = 1018 grams
1 exasegon = 1 Es = 1018 segons